# Sonnenwirtsapfel
Der Sonnenwirtsapfel ist eine Sorte des Apfels (Malus domestica). Die Sorte wurde 2017 zur Streuobstsorte des Jahres in Baden-Württemberg gewählt.
Die Sorte wurde 1932 oder 1937 erstmals beschrieben. Sie stammt aus Backnang im baden-württembergischen Rems-Murr-Kreis, wo sie vom Wirt des Gasthauses zur Sonne als Zufallsämling gefunden wurde.

## Beschreibung
Der Sonnenwirtsapfel ist eine mittelstark bis stark wachsende Apfelsorte, die langlebige, landschaftsprägende Bäume bildet. Sie hat einen leicht hängenden Wuchs und bildet gleichmäßig kugelige Kronen aus.
Die Sorte zeichnet sich durch eine hohe Widerstandsfähigkeit gegen Krankheiten und Schädlinge aus und hat wenig Ansprüche an Klima und Boden. Sie ist aufgrund ihrer Robustheit auch als Stammbildner für Apfel-Hochstämme geeignet.
Die mittelgroßen Früchte sind frisch als Tafelapfel oder als Wirtschaftsapfel verwendbar. Sie sind ungleichmäßig geformt, haben eine grünlich-gelbe Grundfärbung und sind sonnenseitig mattrot marmoriert und dunkelrot geflammt. Die Stielgrube ist stark berostet, die Kelchgrube sehr tief. Das Fruchtfleisch ist gelblich-weiß und hat einen feinsäuerlichen, fruchtigen Geschmack. Die Ernttezeit liegt von September bis Anfang Oktober. Die Bäume liefern einen regelmäßigen und hohen Ertrag. Die Früchte sind bei guter Lagerung bis Februar haltbar.